# Бранденбургска врата
Вижте пояснителната страница за други значения на Бранденбургска врата.
Бранденбургската врата (на немски: Brandenburger Tor), с първоначално наименование Порта на света, е триумфална арка, символ на Берлин и Германия.

## Архитектурен паметник
Построена е в периода 1789 – 1791 година, поръчана от крал Фридрих Вилхелм II и изработена по идеен проект на Карл Ланганс в стил класицизъм. Като прототип при изграждането на Бранденбургската врата послужва пропилеят на Атинския акропол на Древна Гърция. Бранденбургската врата е единствената съхранила се от т.нар. градски порти на германската столица.

## Декоративни елементи
Фасадната ѝ декорация и аранжимент са дело на Йохан Шадов, който проектира и 6-метровата квадрига, управлявана от римската богиня на победата Виктория под формата на триумфална корона.
След победата на Наполеон Бонапарт над Прусия в т.нар. наполеонови войни френският император заповядва да се демонтира триумфалната корона и да се пренесе в Париж. След битката при Лайпциг и принудителната детронация със заточение на остров Елба на Наполеон, последвала загубата му в битката при Ватерло, триумфалната корона е върната през 1814 г. обратно в Берлин, сдобивайки се с Железен кръст под римския орел от Карл Шинкел, наместо маслиненото клонче в ръката на Виктория.

## Военни паради и манифестации
След победата във Френско-пруската война, армията на обединителя на Германия Ото фон Бисмарк манифестира триумфално на връщане от Париж под Бранденбургската врата.
След идването на националсоциалистическата партия на власт в Германия през 1933 година пространството под арката става сцена на изблик на националистически ентусиазъм.

## Символ на обединена Германия
По време на Берлинската битка в края на Втората световна война в Европа Бранденбургската врата е сериозно повредена. Арката е възстановена напълно през 1956 година, а квадригата с триумфалната корона през 1958 година.
На 13 август 1961 година проходът през вратата от изток на запад и обратно е преграден от Берлинската стена. На 9 ноември 1989 година под напора на политическия вятър на промяната (точно 200 години след началото на изграждането на вратата) пада стената, символизираща желязната завеса и белязала началото на края на Студената война, след което отново проходът през портата на света е свободен.
Германия е отново обединена, като по този начин е символично възстановено достойнството ѝ след загубата ѝ във Втората световна война, ведно с това на германската нация сред свободните народи в света. След падането на Берлинската стена Червената армия напуска Източна Германия.

## Галерия
- Квадригата под формата на триумфална корона на Бранденбургската врата
- Военен парад от 1933 на фона на Бранденбургската врата, вижда се типичният нацистки поздрав